# Категорії стадіонів УЄФА
Категоризація стадіонів УЄФА — бальна система для європейських футбольних стадіонів, за допомогою якої визначається здатність приймати ті або інші спортивні події. Кожному стадіону привласнюється певна категорія. Зараз європейські стадіони можуть бути 1-ї, 2-ї, 3-ї і найпрестижнішої 4-ї категорії (з сезону 2006/2007 до сезону 2010/11 4-та категорія називалась як категорія «Еліт»). Ці категорії у 2006 році замінили «зірки» (від 1 до 5) — попередній метод оцінювання стадіонів.

## Опис
Якщо на стадіоні є присутні рухливі елементи даху, використання цих елементів окремо регламентується у кожному окремому випадку в ході консультацій між представниками делегації УЄФА і головним арбітром цієї зустрічі.
Попри те, що мінімальна кількість глядацьких місць для стадіону елітного класу визначається числом 8000, для проведення фіналів Ліги Європи ніколи не вибирався стадіон із кількістю місць менше 40 000, а для проведення фіналів Ліги чемпіонів УЄФА не вибирався стадіон із кількістю сидінь для вболівальників менше 60 000. Зараз ці параметри відбору офіційно регулюються редакцією правил, опублікованих у 2006 році.
Після проведення Фіналу Ліги чемпіонів 2007 року Президент УЄФА Мішель Платіні заявив, що йому хотілося б надалі бачити проведення матчів фіналу європейських кубків на стадіонах, що мають не менше 70 000 глядацьких місць, з міркувань безпеки. Стадіони, на яких проводилися фінальні ігри Ліги чемпіонів 2010 і 2011 років — мадридський стадіон «Сантьяго Бернабеу» і лондонський «Вемблі» відповідно вміщують понад 70 000 глядачів, так само як і «Стадіо Олімпіко» в Римі, що приймав фінал Ліги чемпіонів 2009 року. «Вемблі», що приймав фінал Ліги чемпіонів 2011 року, здатний прийняти 90 000 глядачів. Мюнхенська «Альянц Арена», що приймала фінал Ліги чемпіонів 2012 року, вміщує 69901 глядача.

## Використання
Ліга чемпіонів УЄФА 
Стадіон повинен як мінімум бути:
- категорії 2 для першого і другого кваліфікаційного раунду,

- категорії 3 для третього кваліфікаційного раунду,

- категорії 4 для раунду стикових матчів, групового етапу, плей-оф і фіналу[3].

Ліга Європи УЄФА 
Стадіон повинен як мінімум бути:
- категорії 2 для першого і другого кваліфікаційного раунду,

- категорії 3 для третього кваліфікаційного раунду і раунду стикових матчів,

- категорії 4 для групового етапу, плей-оф і фіналу[4].

Ліга чемпіонів УЄФА серед жінок
Матчі Ліги чемпіонів УЄФА серед жінок проводяться від кваліфікаційного раунду до півфіналу на стадіонах 1-ї категорії, а фінал — на стадіоні, який відповідає структурним критеріям, які визначені в угоді.
Чемпіонат Європи з футболу
Відбірковий турнір Чемпіонату Європи з футболу проводиться на стадіонах як мінімум 3-ї категорії, а фінальний турнір — на стадіонах тільки 4-ї категорії.
Чемпіонат Європи з футболу серед молодіжних команд
Відбірковий турнір Чемпіонату Європи з футболу серед молодіжних команд проводиться на стадіонах як мінімум 2-ї категорії, а фінальний турнір — на стадіонах 4-ї категорії.

## Основні відмінності між категоріями
| Критерій                                                            | Категорія 1                                     | Категорія 2                                     | Категорія 3                 | Категорія 4                   |
| ------------------------------------------------------------------- | ----------------------------------------------- | ----------------------------------------------- | --------------------------- | ----------------------------- |
| Футбольне поле                                                      | Довжина від 100 до 105 м, ширина від 64 до 68 м | Довжина від 100 до 105 м, ширина від 64 до 68 м | Довжина 105 м, ширина 68 м. | Довжина 105 м, ширина 68 м.   |
| Мінімальний розмір роздягальні для арбітрів                         | Не визначений                                   | Не визначений                                   | 20 м²                       | 20 м²                         |
| Мінімум потужності освітлення                                       | На розсуд Телекомпаній                          | 800 люксів, підсвітка поля                      | 1400 люксів, підсвітка поля | 1400 люксів, у всіх напрямках |
| VIP паркінг, мінімум місць                                          | 20                                              | 50                                              | 100                         | 150                           |
| Наявність на стадіоні стоячих місць                                 | Так                                             | Немає                                           | Немає                       | Немає                         |
| Мінімальна кількість глядачів                                       | 200                                             | 1500                                            | 4500                        | 8000                          |
| Мінімальна кількість місць для VIP глядачів                         | 50                                              | 100                                             | 250                         | 500                           |
| VIP місця для вболівальників команди гостей                         | 10                                              | 20                                              | 50                          | 100                           |
| VIP зона гостинності                                                | Не визначено                                    | Не визначено                                    | Не визначено                | 400 м²                        |
| Мінімум простору зони роботи ЗМІ                                    | 50 м²                                           | 100 м² для 50 людей                             | 100 м² для 50 людей         | 200 м² для 75 людей           |
| Мінімальна кількість фотографів                                     | Не визначено                                    | Не визначено                                    | 15                          | 25                            |
| Мінімум простору для платформ телекамер                             | 4 м² для мін. 1 камери                          | 6 м² для 2 камер                                | 6 м² для 2 камер            | 10 м² для 4 камер             |
| Мінімальна кількість місць у прес-ложі                              | 20; 5 з них зі столами                          | 20; 10 з них зі столами                         | 50; 25 з них зі столами     | 100; 50 з них зі столами      |
| Мінімальна кількість місць для спортивних коментаторів              | 2                                               | 3                                               | 5                           | 25                            |
| Мінімальна кількість телестудій                                     | 1 кімната, яка може бути переобладнана          | 1                                               | 2                           | 2, мінімум 1 з видом на поле  |
| Мінімальна кількість позицій для післяматчевих інтерв'ю             | Не визначено                                    | Не визначено                                    | Не визначено                | 4                             |
| Мінімальна площа місць для паркування мікроавтобусів телетрансляцій | 100 м²                                          | 200 м²                                          | 200 м²                      | 1000 м²                       |
| Мінімальна кількість місць у кімнаті для прес-конференцій           | Мінімум 1                                       | 30                                              | 50                          | 75                            |